# Бишоп-Окленд
Бишоп-Окленд (англ. Bishop Auckland; английское произношение: /ˈbɪʃəp ˈɔːklənd/) город в графстве Дарем расположенный в месте слияния рек Уир и Гаунлесс в регионе Северо-Восточная Англия. Город находится в 12 милях (19 км) северо-западнее от Дарлингтона и в 12 милях (19 км) юго-западнее Дарема.
Ранняя история города связана с епископами Дарема, что нашло отражение в названии города (англ. Bishop — епископ) и возведением замка Окленд — главной резиденции всех епископов Дарема. Во времена промышленной революции город очень быстро развивался, так как добыча угля стала важной отраслью экономики Англии тех лет. Снижение объемов добычи угля в конце 20 века изменил крупнейший сектор занятости на обрабатывающую промышленность.
С 1 апреля 2009 года местным органом управления города является Совет графства Дарем.
Город является городом-побратимом французского Иври-сюр-Сен.